# Культура Стародавнього Єгипту

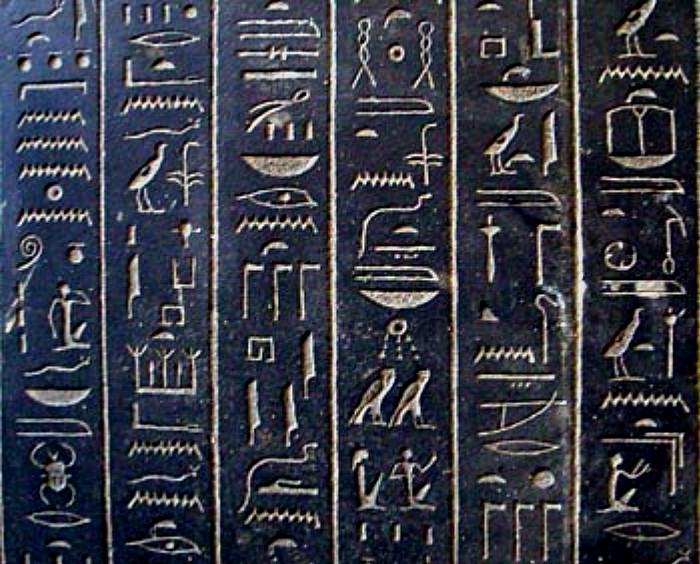
Єгипетський ієрогліфічний напис на саркофазі

Цивілізація Стародавнього Єгипту, що виникла близько 4000 років до н. е., була однією з найдавніших у світі. Вигідні природні умови сприяли дуже ранньому розвитку культури і мистецтва в Стародавньому Єгипті. У цю епоху стародавні єгиптяни уміли виготовляти витончені ювелірні прикраси з дорогоцінних металів, з'явилася писемність, поступово стали накопичуватися наукові знання.
Давньоєгипетську мову вчені знають за величезною кількістю збережених написів ієрогліфічної писемності, виконаних на камені і папірусах. Єгипетська мова є однією з найдавніших писемних мов світу — найраніші зі стародавніх текстів, що дійшли до нас, припадають на злам 4-го і 3-го тисячоліть до н. е. Одним з найвизначніших досягнень єгиптян була система писемності, якою можна було передавати багато відтінків думок, складні порухи людської душі. Архітектура Стародавнього Єгипту відома за спорудами гробниць — піраміди Гізи, храмових і палацових комплексів — Луксорський храм, палаци Амарни. У Стародавньому Єгипті не було однієї спільної релігії, а були розмаїті місцеві культи, присвячені певним божествам. У галузях науки, медицини та математики Стародавній Єгипет досяг високого, як на свій час, рівня. Традиційний емпіризм, про що свідчать папіруси Едвіна Сміта і Еберса (бл. 1600 р н. е.), вперше з'явився в Стародавньому Єгипті.
Стародавній Єгипет залишив світовій цивілізації величезну культурну спадщину, твори його мистецтва ще в давнину вивозили в різні куточки світу, і їх широко копіювали майстри інших країн.

## Мова і писемність
| Види письма в Стародавньому Єгипті | Види письма в Стародавньому Єгипті |
| ---------------------------------- | ---------------------------------- |
| Ієрогліфіка                        | Ієратика                           |
| Демотика                           | Коптське письмо                    |

Давньоєгипетську мову вчені знають за великою кількістю збережених написів ієрогліфами, виконаних на камені і папірусах. Позаяк вона є мертвою мовою, то на зорі єгиптології існувала проблема її розшифрування, з якою успішно впорався французький учений Жан-Франсуа Шампольйон в 1822 році, за допомогою двомовних греко-єгипетських написів. Сучасна наука відносить єгипетську мову до афразійської мовної сім'ї, всередині якої передбачають її близькість або до семітських, або до чадських мов. Формування мови відбувалося в Додинастичний період (бл. 5200-3000 роки до н. е.), коли з різних енеолітичних культур Єгипту почали виокремлюватися протоєгипетські племена. Згодом, упродовж усього династичного періоду (тривалість приблизно 2700 років), мова єгиптян проходила різні етапи розвитку та трансформації, як наслідок, мова носіїв, наприклад періодів Раннього і Нового царств, мала значні відмінності. В елліністичний період єгиптяни почали зазнавати сильного впливу давньогрецької мови, а далі, з приходом римлян — деякого впливу латинської. Після арабського завоювання останні носії єгипетської мови розчинилися в середовищі прибулого арабського населення долини й дельти Нілу, у якого вони переймали нову мову і звичаї. Виняток становила невелика частина єгиптян — копти, які розмовляли коптською мовою, що була останньою стадією розвитку староєгипетської мови, і що стала згодом мовою релігійних церемоній (розвивалася від II століття, вважається мертвою від XIX століття).
Єгипетська мова - одна з найдавніших писемних мов світу — найраніші зі стародавніх текстів, що дійшли до нас, припадають на злам 4-го і 3-го тисячоліть до н. е. З цього періоду єгипетське письмо мало як знаки, які «зображували» слова, так і знаки, що позначали сполучення приголосних, ба більше, літерні знаки для окремих приголосних і узагальнені детермінанти, чиє зображення натякало, до якої галузі понять слово за змістом належить. Рахівники використовували величезні числа:  10000,  100000 і навіть  1 000 000, для яких були свої слова і знаки. Писемність єгиптян поділялась на декілька видів: ієрогліфіка — з численних зображень (ієрогліфів), ієратика — зі скорочених їх накреслень і демотика — зі ще більш спрощених, іноді й злитих знаків. Стародавні єгиптяни найчастіше писали горизонтальними рядками, справа наліво, рідше — зліва направо. Іноді писали вертикальними стовпцями, які завжди читалися зверху вниз. Хоч самі єгиптяни частіше писали справа наліво, в сучасній науковій літературі з практичних міркувань частіше заведено писати зліва направо. Від єгипетської писемності походить мероїтське і коптське письмо (незначною мірою). На середину 1-го тисячоліття всі види єгипетського письма вже зникли, найпізніший виявлений напис ієрогліфікою припадає на IV століття, а демотикою на V століття.
Одним з видатних досягнень стародавніх єгиптян була своєрідна система писемності, яка поділялася на три види написання: ієрогліфіку, від якої утворилася більш побіжна іератика, що розвинулася приблизно 700 року до н. е. в ще швидший курсив з великою кількістю лігатур — демотику.
Єгипетське ієрогліфічне письмо використовували в Стародавньому Єгипті впродовж майже 3500 років, починаючи зі зламу 4-го і 3-го тис. до н. е. Ієратичне письмо - це рання форма давньоєгипетського скоропису, що виник під час I династії при нанесенні ієрогліфічних знаків пензликом на папірус, остракони, камінь або шкіру, внаслідок чого знаки набули більш округлої, курсивної форми. Демотичним письмом записували тексти на пізніх стадіях єгипетської мови.

## Давньоєгипетська література

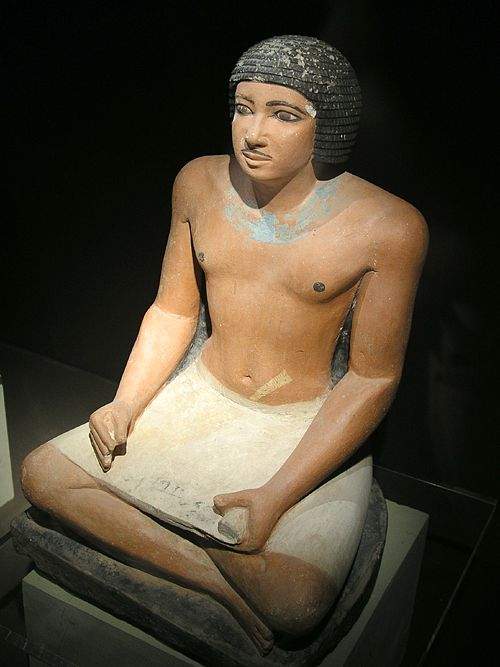
Статуя єгипетського писаря, що сидить, який тримає на колінах папірус. Знайдена в західному кладовищі в Гізі (V династія Єгипту, XXV—XXIV століття до н. е.)

Єгипетську літературу, написану від фараонівського періоду Стародавнього Єгипту до кінця римського панування разом з шумерською літературою вважають першою літературою світу. За три тисячі років єгиптяни створили багату художню літературу, розробили різні її жанри.
За часів Стародавнього царства (XXVI–XXII століття до н. е.) в літературі були такі жанри: поховальні тексти, листи, релігійні гімни, вірші та пам'ятні автобіографічні тексти, в яких ішлося про кар'єри видатних вельмож. Тільки на початку Середнього царства (XXI–XVII століття до н. е.) з'явилася оповідна література. Це була «революція засобів», яка, за словами Р. Б. Паркінсона, була наслідком піднесення інтелектуального класу писарів, нових культурних почуттів індивідуальності, небаченого рівня грамотності й більшого доступу до письмового матеріалу.
Впродовж давньоєгипетської історії, вміння читати й писати було основною вимогою для служби в державних установах, хоча урядовцям  у повсякденній роботі допомагала елітна, грамотна соціальна група — писарі. Як видно з папірусу Анастасі II періоду Рамессидів, писарям доводилося навіть «організувати розкопки озера і будівництво цегельного пандуса, визначити кількість чоловіків на транспортування обеліска і організувати постачання військової місії». Окрім служби в уряді, писарі надавали послуги неписьменним людям в складанні листів, рекламних матеріалів та юридичних документів.

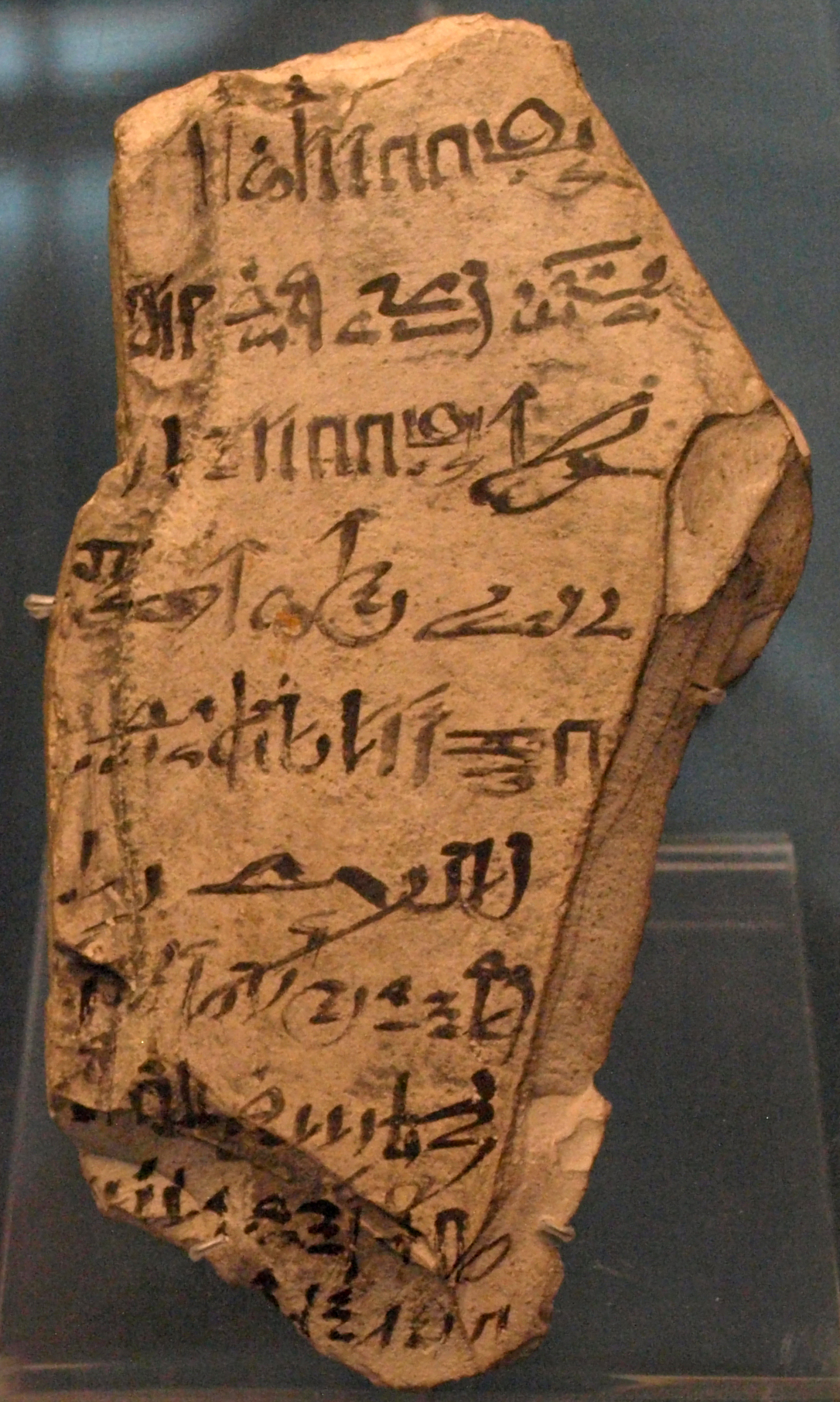
остракон з ієратичним письмом, в якому згадано чиновників, що беруть участь у перевірці та очищенні гробниць за часів XXI династії Єгипту, бл. 1070–945 року до н. е.

 Вважають, що грамотні люди становили лише 1% населення. Решта ж були неписьменні селяни, пастухи, ремісники та інші робітники, а також торговці, що потребували допомоги місцевих секретарів. Привілейований статус писаря є предметом популярного в період Рамессидів навчального тексту «Сатира професій» (pSallier II), в якому автор висміював важкість професій скульптора, столяра, гончара, рибалки, хлібороба, гінця та інших супроти професії писаря.
Тексти виконували найрізноманітнішими пристроями. Поряд з долотом, потрібним для висікання написів на камені, головним інструментом для письма в Стародавньому Єгипті була очеретяна ручка. Ручки вмочували в пігменти: чорний (вугілля) і червоний (охру) — щоб писати на сувоях папірусу — тонкого матеріалу, виготовленого склеюванням смуг серцевини стебел рослини Cyperus papyrus, а також на невеликих керамічних або вапнякових черепках. Вважають, що папірусні сувої були досить дорогими комерційними предметами, адже багато з них є палімпсестами — рукописами, з яких старіший текст змито або зішкрябано, щоб звільнити місце для нового. Це явище, разом з практикою відривання частин папірусних документів для менших листів, свідчить про те, що були сезонні дефіцити, викликані обмеженим вегетаційним періодом рослини Cyperus papyrus. Цим також пояснюється часте використання остраконів і вапнякових черепків як матеріалу, на якому писали коротші тексти. Крім каменю, керамічних остраконів і папірусу, писали ще на дереві, слоновій кістці та гіпсі.

#### Оповідна література

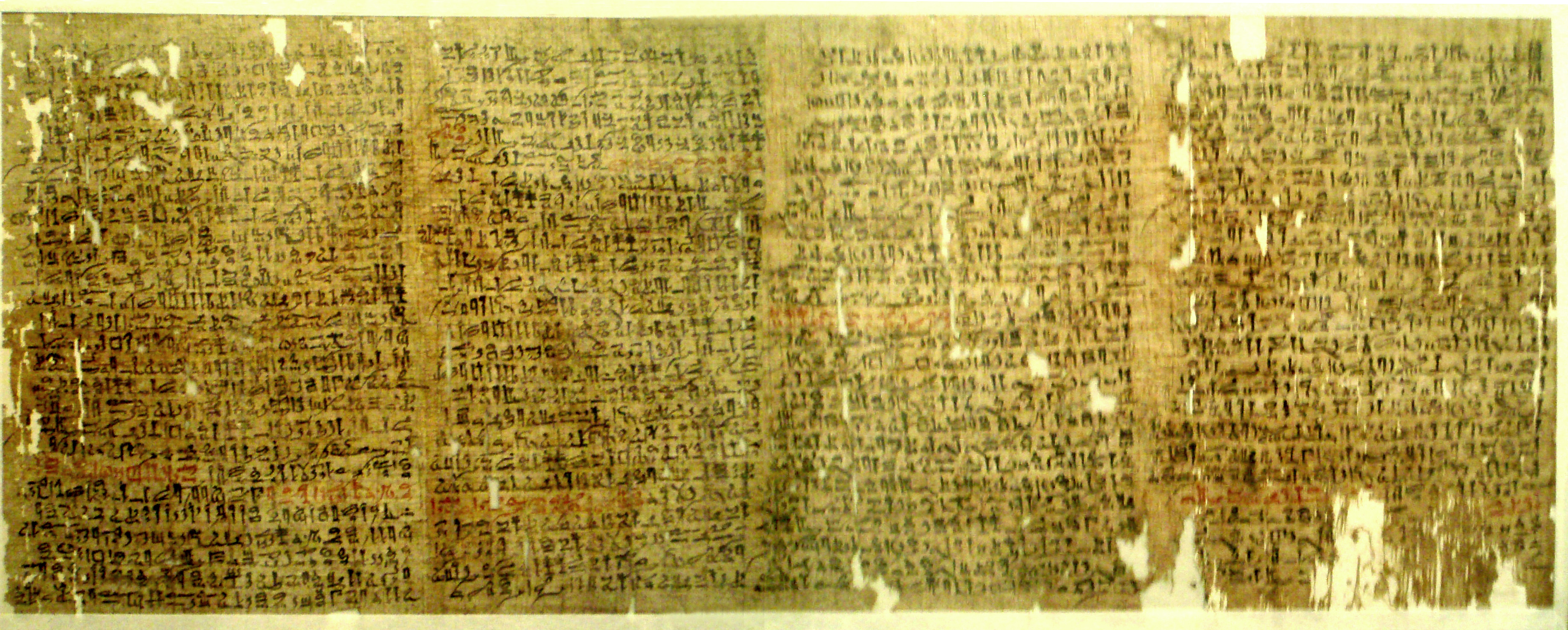
Папірус Весткар, написаний ієратикою за часів XV–XVII династій, містить більш ранню «Казку про двір царя Хеопса», написану середньоєгипетською мовою, вживаною в часи XII династії

Казки та оповідання є, ймовірно, найменш представленим жанром зі збереженої літератури Середнього царства і середньоєгипетської мови. Натомість, від рамессидського періоду Нового царства до пізнього періоду Стародавнього Єгипту оповідна література становить більшість збережених літературних творів. Серед важливих оповідань можна назвати такі твори: «Казка про двір царя Хеопса», «Цар Неферкаре і генерал Сасенет», «Красномовний селянин», «Сказання Сінухе» і «Казка про моряка, який зазнав кораблетрощі». До оповідного корпусу Нового царства належать: «Сварка Апепі і Секененре», «Взяття Юпи», «Казка про приреченого царевича», «Повість про двох братів», і «Подорож Уну-Амона».
Серед оповідань 1-го тисячоліття до н. е., написаних демотикою, можна назвати оповідання «Стели голоду» (написане за Птолемеїв, але з сюжетом про Стародавнє царство), і цикли оповідань птолемеївського і римського періодів, які переінакшують відомих історичних діячів, на кшталт Хаемуаса (XIX династії) та Інароса (першого перського періоду), у вигаданих, легендарних героїв. Раніше, в оповіданнях новоєгипетською мовою автори найчастіше описували божественних і міфологічних героїв.

#### Повчання
Жанри «повчання» (або «вказівки», «інструкції»), а також жанр «дискурсу міркувань», можна згрупувати в рамках ширшого корпусу літератури мудрості, поширеної в давнину на Близькому Сході. Жанр має дидактичний характер і, як вважають, входив у Середньому царстві в програму освіти писаря. Втім, повчання часто містять розповідні елементи розважального характеру. Є докази того, що тексти повчання було створено насамперед не для використання в освіті, а з ідеологічною метою. Наприклад, Адольф Ерман пише, що вигадане повчання Аменемхета I (бл. 1991–1962 до н. е.) своїм синам «далеко виходить за рамки шкільної філософії, і немає жодного стосунку до школи в попередженні своїм дітям бути вірними царю». У той час як оповідна література (як, наприклад, «Красномовний селянин») підкреслює тему індивідуального героя, що кидає виклик суспільству і заведеним ідеологіям, тексти повчань, навпаки, підкреслюють потребу в дотриманні заведених догм.

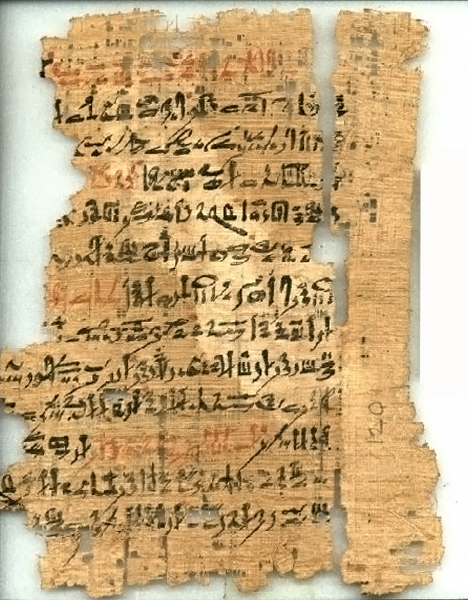
«Повчання вірнопідданого» - копія часів Нового царства, написана ієратикою на папірусі

Ключові слова у викладанні текстів - «знати» (rh) і «навчити»(sba.yt). Ці тексти зазвичай мають шаблонну назву «повчання зробив X для Y-а», де X може бути авторитетною фігурою (наприклад, візиром або фараоном), яка дає моральну вказівку своєму синові або своїм синам. Інколи важко визначити, скільки є вигаданих адресатів, бо в одному тексті часом вжито і однину, і множину.
До прикладів жанру повчання належать: «Максими Птаххотепа», «Повчання Кагемні», «Повчання для царя Мерікара», «Повчання Аменемхета», «Повчання Харджедефа», «Повчання вірнопідданого», і «Повчання Аменемопе». Збережені від Середнього царства повчальні тексти переважно написані на папірусах, хоча їх уривкові варіанти є на остраконах і дощечках:458. Найранішній приклад дерев'яної шкільної дошки з копією навчального тексту (повчання Птаххотепа) сягає XVIII династії. Повчання Птаххотепа і Кагемні було виявлено на папірусі Прісса, написаному під час правління XII династії Середнього царства. Копія першої половини «Повчання вірнопідданого» збереглася на кам'яній стелі на честь чиновника Сехетепібре XII династії, а другу частину встановлено за 69-ма копіями Нового царства. Повчання Мерікара, Аменемхета і Харджедефа належать до текстів Середнього царства, але збереглися тільки в копіях часів Нового царства. Повчання Аменемопе - компіляція часів Нового царства.

### Плачі, бесіди, діалоги та пророцтва
До жанру Середнього царства — «пророчих текстів», «плачів», «бесід», «діалогів» або «апокаліптичної літератури» — належать такі твори, як «Сказання Іпувера», «Пророцтво Неферті» і «Бесіда розчарованого зі своїм духом» (імовірно, припадають на Перший перехідний період). Наскільки відомо, цей жанр не мав прецедентів в Стародавньому царстві, і жодних оригінальних творів не було написано в Новому царстві. Втім, твори типу «Пророцтво Неферті» часто копіювалися в рамессидський період Нового царства, коли цей жанр Середнього царства був канонізований, але припинений. Єгипетська пророча література відродилася за грецької династії Птолемеїв і в римський період, коли написано такі твори, як «Демотична хроніка», «Оракул агнця», «Оракул гончара» та два пророчих тексти, в яких головним героєм є Нектанеб II (бл. 360–343 до н. е.). Поряд з повчальними текстами, ці тексти належать до категорії літератури мудрості, поширеної на Близькому Сході.

## Образотворче мистецтво

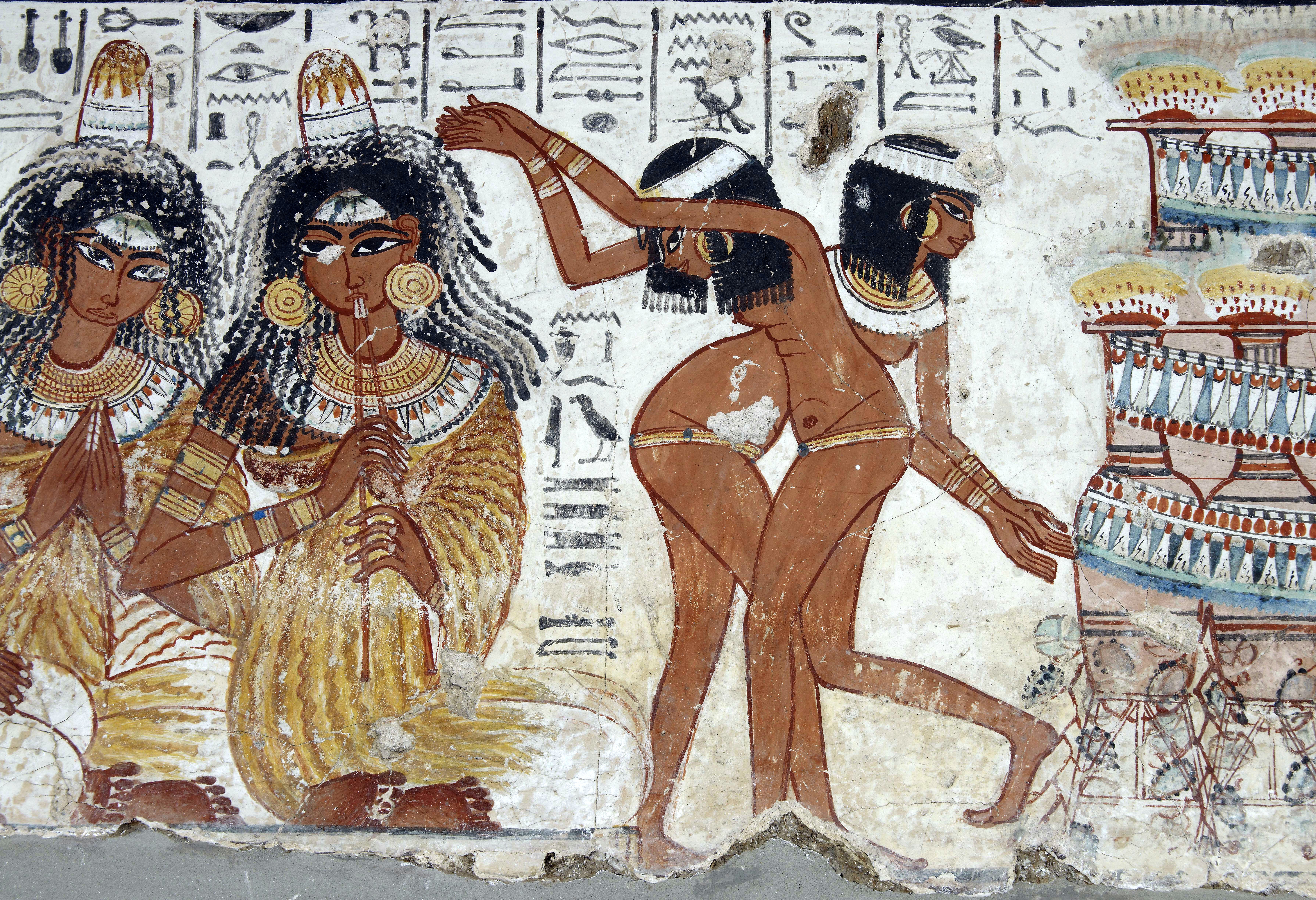
Єгипетський живопис, бл. 1400 до н. е.

Протягом понад 3500 років художники дотримувалися форм і канонів, розроблених ще за часів Стародавнього царства, дотримуючись строгого набору принципів, які зберігалися навіть у періоди чужоземного впливу і внутрішніх змін. Ці художні стандарти, — прості лінії, форми, і плоскі ділянки кольору в поєднанні з характерною плоскою проєкцією фігур, без жодних натяків на просторову глибину — створювали відчуття порядку і рівноваги в композиції. Зображення та текст тісно перепліталися на усипальницях і стінах храмів, гробницях, стелах і статуях. Фарби добували з таких мінералів, як залізна руда (червону і жовту охру), мідні руди (синю і зелену), сажа чи деревне вугілля (чорну) і вапняк (білу). Їх могли змішувати з гуміарабіком для в'язкості і розділяти на шматки, які можна було за потреби змочити водою. Хоча канони давньоєгипетського мистецтва зберігалися впродовж тисячоліть, але художній стиль деяких періодів віддзеркалював зміну культурних і політичних поглядів. Наприклад, в Аварісі знайдено фрески в мінойському стилі, що з'явилися після вторгнення гіксосів, а в період правління Ехнатона набуло розвитку «Амарнське мистецтво», для якого характерне реалістичне зображення навколишнього світу . 

### Живопис
У Стародавньому Єгипті всі рельєфи яскраво розфарбовували, найменше зображень було в палацах, храмах і гробницях, там малюнки були тільки на поверхні. Багато стародавніх єгипетських рельєфів збереглися завдяки вкрай сухому клімату Єгипту. Кам'яну поверхню готували до фарбування — грубий шар бруду, на ньому м'якший шар гіпсу, потім вапняк — і фарба лягала рівніше. Будівельні барвники зазвичай виготовляли з мінералів, щоб сонячне світло не пошкодило зображення. Склад фарби був неоднорідним — яєчна темпера, різноманітні в'язкі речовини і смоли. Отож, створити справжню фреску не вдавалося. Натомість наносили фарбу на шар висушеного пластиру, і виходила так звана фреска a secco. Зверху малюнок покривали шаром лаку або смоли, щоб зробити зображення довговічним. Невеликі зображення, виконані в такій техніці, добре збереглися, хоча на великих статуях практично не трапляються. Найчастіше подібними методами розфарбовували маленькі статуї, особливо дерев'яні.

### Архітектура
Архітектура Стародавнього Єгипту відома за спорудами гробниць — піраміди Гізи, храмових і палацових комплексів — Луксорський храм, палаци Амарни.
Зовнішні та внутрішні стіни будівель, а також колони, покривали ієрогліфами та фресками і фарбували в яскраві кольори. Багато єгипетських орнаментів, як-от зображення скарабея або священного жука, сонячного диска і кречета, є символічними. Серед інших поширених мотивів: пальмове листя, папірус, а також бруньки й квітки лотоса. Планування багатьох культових споруд співвідносилося з явищами сонцестояння і рівнодення.

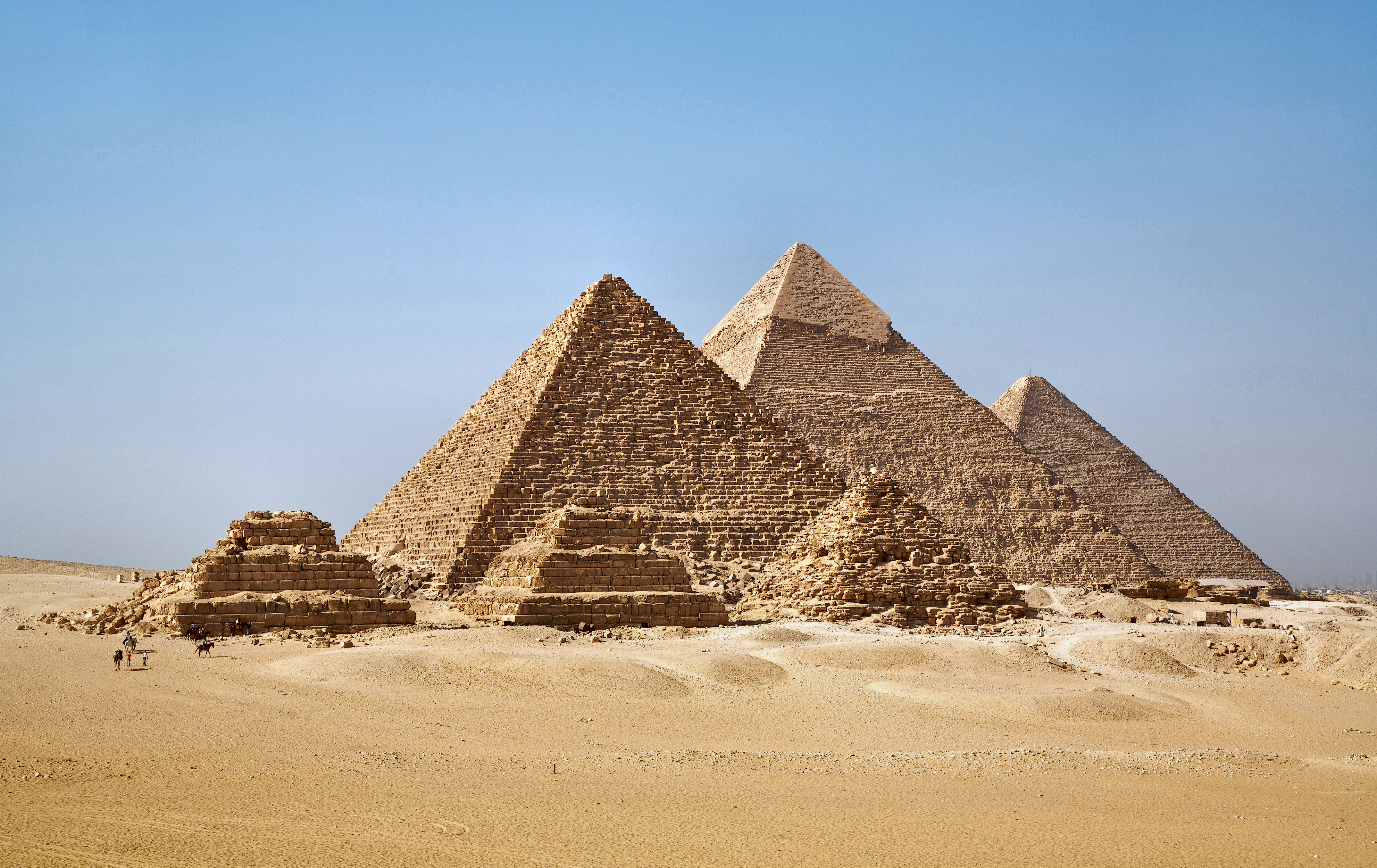
Пірамиди в Гізі

Єгипетські піраміди — найбільші архітектурні пам'ятники Стародавнього Єгипту, серед яких одне з семи чудес світу — піраміда Хеопса. Піраміди являють собою величезні кам'яні споруди пірамідальної форми. Деякі з них використовувалися як гробниці для фараонів Стародавнього Єгипту. Слово «піраміда» — грецьке. На думку одних дослідників, прообразом піраміди стала велика купа пшениці. На думку інших вчених, це слово походить від назви поминального пирога пірамідальної форми. Всього в Єгипті виявлено 118 пірамід. За загальновизнаною версією, першу єгипетську піраміду — Східчасту піраміду в Саккарі, побудовано за наказом фараона III династії Джосера. Її архітектором, згідно з давньоєгипетською традицією, вважають найвищого Джосерового сановника (чаті, візир) Імхотепа. На думку єгиптологів, ця піраміда є розвитком мастаби — традиційної гробниці вельмож в Стародавньому Єгипті періодів Раннього і Стародавнього царств. Найвідомішими пірамідами є Великі піраміди на плато Гіза (піраміди Хеопса, Хефрена і Мікеріна).

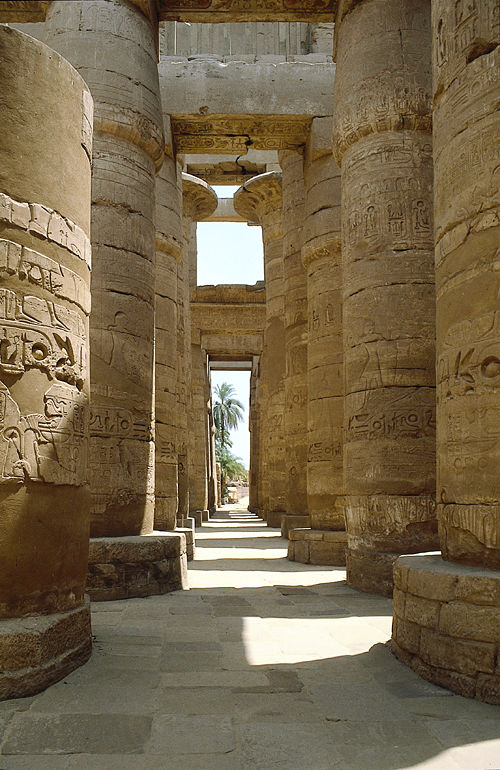
Гіпостильна зала Карнацького храму

Стародавній Єгипет, який поклав початок архітектурі, був країною, позбавленою будівельного лісу. Дерева було так само мало, як і в інших оазах африканської пустелі, основна рослинність — пальми, які дають дерево поганої якості, і очерет. Все це багато в чому визначило те, що основними будівельними матеріалами були необпалена цегла-сирець і камінь, головно вапняк, який добували в Нільській долині, а також пісковик і граніт. Камінь застосовували переважно для гробниць і поховань, тоді як цегла йшла на спорудження палаців, фортець, будівель в околицях храмів та міст, а також допоміжних споруд для храмів. Давньоєгипетські будинки будували з бруду, що видобували в Нілі. Його залишали на сонці, щоб він висох і став придатним для будівництва.
Багато єгипетських міст не збереглися до наших днів, бо розташовувалися в зоні розливів Нілу, рівень якого підіймався кожне тисячоліття, в підсумку багато міст затоплено, або бруд, використаний для будівництва, ставав добривом для селянських полів. Нові міста будували на місці старих, тому стародавні поселення і не зберігалися. Однак посушливий клімат Стародавнього Єгипту зберіг деякі споруди з цегли-сирцю — село Дейр-ель-Медіна, Кахун, місто, що досягло розквіту за Середнього царства (сучасний Ель-Лахун), фортечні споруди в Бухені і Міргіссі. До наших днів збереглося багато тих храмів і споруд, які були на недосяжній для нільських розливів висоті й побудовані з каменю.
Основне розуміння давньоєгипетської архітектури ґрунтується на вивченні релігійних пам'яток як найбільш збережених споруд. Судячи з деяких збережених колон храму в Карнаці, єгиптяни перед укладанням каменю кантували начисто лише постелі та вертикальні шви; лицьову ж поверхню каменів обтесували по закінченні будівництва будівлі. Цей спосіб застосовували згодом греки. Камені клали без розчину і без будь-яких штучних зв'язків. У фіванську епоху металеві скріплення, мабуть, абсолютно не застосовували, і лише зрідка використовували дерев'яні скоби у формі хвоста для того, щоб зв'язати камені між собою (Медінет-Абу, Абідос) або ж щоб скріпити моноліти, які вже дали тріщину (Луксорський обеліск).

### Скульптура
Давньоєгипетська скульптура — одна з найсамобутніших і строго канонічно розроблених галузей мистецтва Давнього Єгипту. Скульптура створювалася і розвивалася, щоб представити староєгипетських богів, фараонів, царів і цариць у фізичній формі. Статуї богів і фараонів ставили на загальний огляд, зазвичай на видноті й зовні храмів.
Статуї, як правило, зберігають первісну форму кам'яної брили або шматка дерева, з якого її висічено.

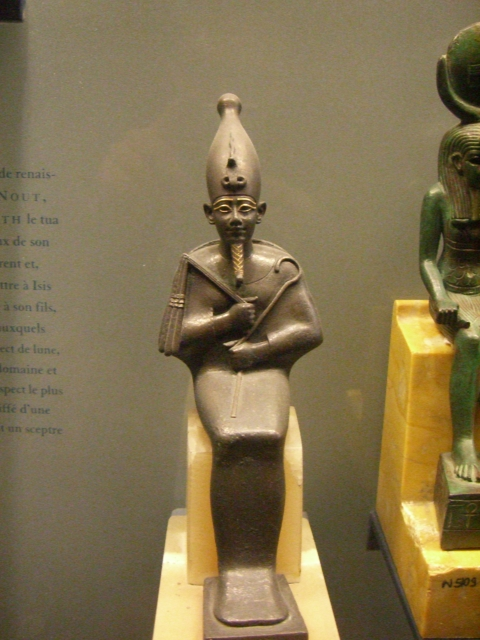
Статуя Осіріса в Луврі. Париж
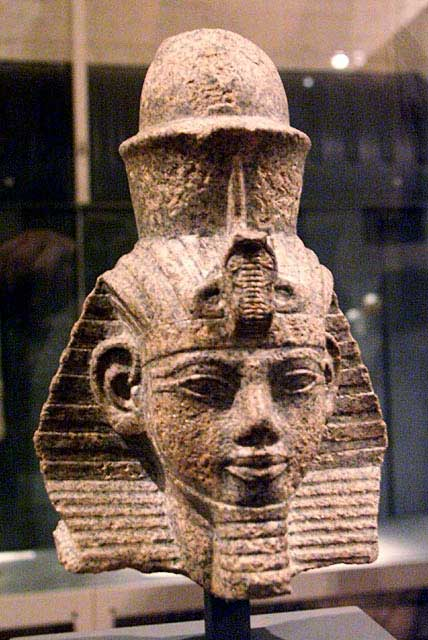
Скульптурна голова Аменхотепа III

Існував строгий канон створення давньоєгипетської скульптури: колір тіла чоловіка мав бути темнішим за колір тіла жінки, руки людини, що сидить, мали бути суто на колінах; існували певні правила зображення єгипетських богів. Наприклад, бога Гора слід було зображати з головою сокола, бога мертвих Анубіса — з головою шакала. Всі скульптури створювалися за цим каноном, і дотримання його було таким суворим, що за майже три тисячі років існування Стародавнього Єгипту він не зазнав змін.

### Фаянс і скло

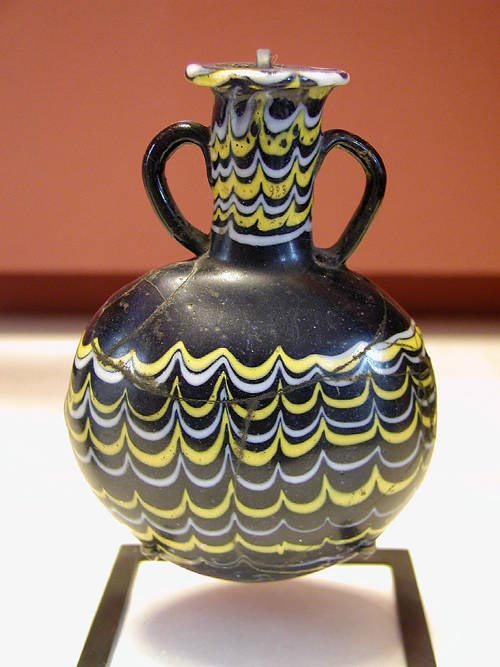
Скловаріння було високорозвиненим мистецтвом

Ще до початку Стародавнього царства, стародавні єгиптяни винайшли склоподібний матеріал, відомий як єгипетський фаянс, який вони розглядали як різновид штучного напівдорогоцінного каменю. З цього матеріалу виготовляли намисто, плитку, статуетки та галантерейні вироби. Існувало декілька методів виробництва фаянсу, але, зазвичай глиняну основу покривали пастоподібним матеріалом, а потім обпалювали. За схожою технікою стародавні єгиптяни виготовляли барвник, також званий блакитним фритом, який отримують шляхом сплавлення (або спікання) оксиду кремнію, міді, вапна і лугу, наприклад, соди. Продукт можна було подрібнювати й використовувати як барвник.
Стародавні єгиптяни вміли з великою майстерністю виготовляти широкий спектр предметів зі скла, але не ясно, чи розробили вони цей процес самостійно. Незрозуміло також, чи самі вони робили сире скло, чи просто імпортували попередньо зроблені злитки, які потім перетоплювали. Втім, вони безперечно мали технічні навички в галузі виготовлення скла, а також додаванні мікроелементів, щоб контролювати колір готового продукту. Вони вміли одержувати такі кольори: жовтий, червоний, зелений, синій, фіолетовий і білий, а скло могло бути прозорим або матовим.

## Релігія і міфологія
В Стародавньому Єгипті не існувало однієї загальної релігії, а було багато різних місцевих культів, присвячених певним божествам. Більшість з них мали генотеїстичний характер (зосередженість на поклонінні одному божеству з одночасним визнанням інших), тому єгипетську релігію розглядають як політеїстичну.
Релігія Єгипту за 3000 років пройшла тривалий шлях розвитку від фетишизму і тотемізму, до політеїзму і монотеїстичного мислення. В Єгипті було вперше сформульовано концепцію єдинобожжя — фараон Ехнатон зробив спробу релігійної реформи, метою якої було централізувати єгипетські культи навколо бога Сонця Атона.
У різні періоди найшанованішими були божества Ра та пізніше ототожнюваний з ним Амон, Осіріс, Ісіда, Сет, Птах, Анубіс.

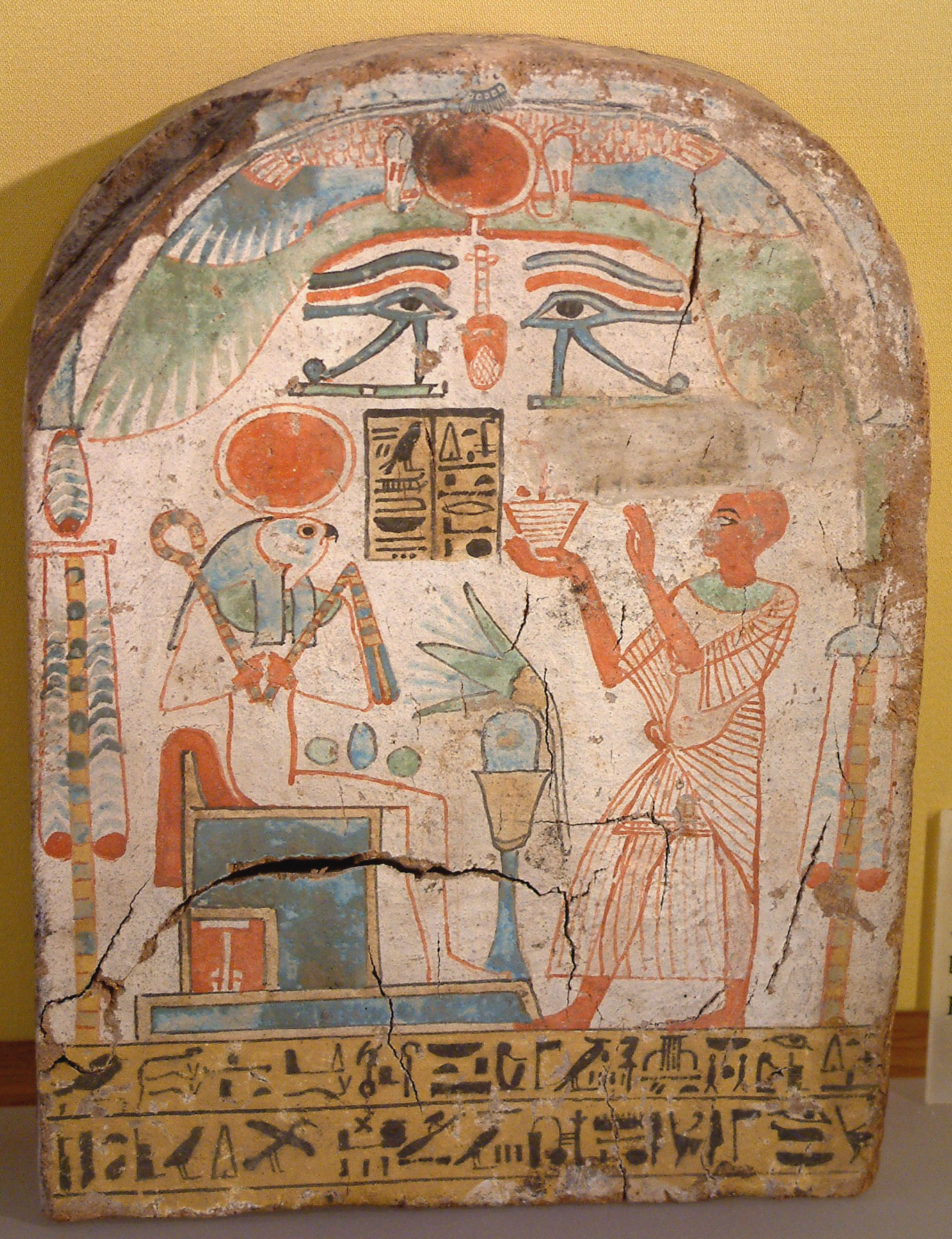
Жрець підносить пахощі богу Ра-Атуму-Хорахті. XX династія. Близько 900 року  до н. е. Луврський музей
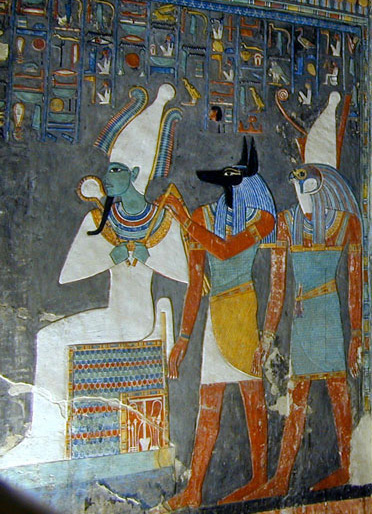
Боги Осіріс, Анубіс і Хор. Деталь розпису в гробниці фараона Хоремхеба. XIII століття  до н. е.

Божества, яким поклонялися в різних місцевостях, уособлювали природні сили та громадські явища. Небо уявляли як жінку або корову, землю і повітря — як чоловічі божества. Бог Тот був заступником писемності і чаклунства, а богиня Маат уособлювала істину. Явища природи сприймали як стосунки різних божеств. Деяких богів єгиптяни шанували у вигляді тварин або птахів. Сокола Хора вони пов'язували з уявленнями про могутнє небесне божество. Сокола зображували на племінних штандартах, його ж показано таким, що приносить перемогу Нармеру над Північним Єгиптом. Після утворення держави Гор виступає незмінним заступником фараонів, які самі називалися тепер Горами. Злиттю культу Гора з царським сприяло і те, що з розвитком поклоніння Осірісу як померлому царю Гор входить до кола осірійських міфів.

### Похоронні обряди

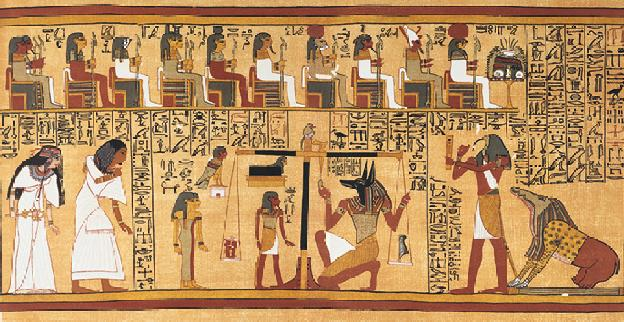
Тот і Анубіс зважують серце покійного. Сцена з Книги мертвих

Стародавні єгиптяни дотримувалися складного набору похоронних ритуалів, які, на їхню думку, були потрібні, щоб забезпечити безсмертя після смерті. Тіло небіжчика зберігали за допомогою муміфікації, виконувалися похоронні ритуали, а в могилу клали речі померлого, які знадобилися б йому в загробному житті. До початку Стародавнього царства тіла ховали в пустелі в ямах, де ті зберігалися шляхом природного всихання. Посушливі умови пустелі протягом всієї історії Стародавнього Єгипту були благом для поховань бідних, які не могли дозволити собі таких ретельних поховальних приготувань, які були в розпорядженні еліти. Заможні єгиптяни стали ховати своїх мертвих в кам'яних гробницях і застосовувати штучну муміфікацію, що полягала у видаленні нутрощів, обгортанні тіла в лляні тканини і поховання в прямокутному кам'яному саркофазі або в дерев'яній труні. Починаючи з IV династії, деякі органи зберігалися окремо в канопах.
Станом на початок Нового царства стародавні єгиптяни вже вдосконалили мистецтво муміфікації; найкраща процедура забирала 70 днів і передбачала видалення внутрішніх органів, видалення мозку через ніс, а також десикації в суміші солей під назвою натрон. Тіло загортали в марлю, між шарами якої клали захисні амулети, і поміщали в прикрашену людиноподібну труну. Мумії пізнього періоду також поміщали в забарвлені картонажні саркофаги. Фактична практика муміфікації сильно занепала протягом періоду еллінізму, більше уваги стали приділяти зовнішньому вигляду мумії.
Багатих єгиптян ховали разом з великою кількістю предметів розкоші. Починаючи з епохи Нового царства, в могилах з'явилися книги мертвих, разом зі статуетками ушебті, які, як вважалося, виконували за господаря різну роботу в потойбічному світі.
Поховання часто супроводжувались ритуалами, в яких покійний чарівним чином знову «оживав». Після похорону родичі небіжчика мали іноді приносити їжу до гробниці і читати молитви від імені покійного.

### Ка
Єгиптяни вважали, що кожна людина мала «Ка», або життєву силу, яка перебувала в безпосередніх стосунках зі своїм земним проявом, подібно до «genius» римлян, але ще тісніше, і залишала тіло в момент смерті. Після смерті людини «Ка» продовжувала своє існування всередині гробниці і приймала підношення, проходячи в каплицю через «хибні двері». «Ка» зображували як подобу її носія, але з піднятими вгору руками.
Боги також мали «Ка», але на відміну від людей — по декілька. У Ра, наприклад, було до чотирнадцяти «Ка». За допомогою бога магії Хека єгиптяни могли впливати на «Ка» богів, домагаючись тим самим від них зцілення і захисту. Точно так само і царі мали декілька «Ка». Обожнювання царів і культ небіжчиків стосувався саме «Ка»; нерідко трапляються зображення людей, що моляться власним «Ка».

### Ба
Кожна людина також мала «Ба», що позначає глибинну сутність і життєву енергію людини. За віруваннями єгиптян, душа-Ба складалася із сукупності почуттів і емоцій людини. «Ба» приписували мінливість; крім того, вважали, що вона тісно пов'язана з іншими оболонками і безпосередньо залежить від стану фізичного тіла. «Ба» за життя тіла подорожувала по світу сновидінь і могла вільно переміщатися між світом мертвих і живих. Душа-Ба також могла переселятися в інші тіла за бажанням свого господаря. Після смерті людини вона була поруч з серцем при його зважуванні, потім, на думку єгиптян, впадала в летаргічний сон.
Спочатку вважалося, що «Ба» володіють лише боги (в ролі їхніх «Ба» виступали сузір'я і небесні тіла), фараони і первосвященники, проте пізніше склалося уявлення про те, що цією «оболонкою» володіє будь-яка людина. Міста також могли мати свої «Ба».

## Кухня
Кухня сучасного Єгипту в чомусь подібна до кухні Стародавнього Єгипту. Основою раціону в Стародавньому Єгипті був хліб з ячменю, полби або пшениці. Існували численні різновиди хлібів і булочок, що відрізнялися борошном, формою і добавками в тісто, як-от медом, молоком, фруктами, яйцями, жиром, маслом тощо. В наш час відомо до п'ятнадцяти слів, які вживали в епоху Стародавнього царства для позначення різних видів хлібобулочних виробів. Були відомі молочні продукти — вершки, масло, сир. Напої та страви єгиптяни підсолоджували медом або плодами ріжкового дерева.
За часів Пізнього царства, за свідченням Геродота, єгиптяни їли рибу, в'ялену на сонці або засолену. З птахів вживали в їжу в солоному вигляді перепілок, качок і дрібних пташок. Птицю і рибу, крім шанованих як священні, їли також у смаженому або вареному вигляді. В раціоні стародавніх єгиптян були присутні горох, боби і нут, огірки, у великих кількостях вирощували салат — латук. Особливо виділялися з інших «продуктів року» цибуля і цибуля-порей, цінували також часник. Були поширені дині і кавуни. Влітку до раціону додавалися виноград, фіги, фініки і плоди сикомора. Вирощувані з часів гіксосів гранатові, оливкові дерева і яблуні давали щедрі врожаї. Були відомі, але рідкісні й доступні небагатьом, кокосові горіхи. Вживалися також плоди мімози, баланітеса єгипетського і деяких інших, досі не ідентифікованих, дерев.

## Повсякдення
Єгиптяни надавали великого значення зовнішньому вигляду й особистій гігієні. Вони милися у водах річок і використовували пастоподібне мило з тваринних жирів та крейди. Для дотримання чистоти чоловіки голили все тіло і застосовували парфуми, що відганяли неприємні запахи, і мазі, які заспокоювали шкіру. Олії робили з рослинного, масла з тваринного жиру і приправляли миррою, пахощами або скипидаром. Один з видів солі — bed — використовували для полоскання горла. Після вмивання робили манікюр і педикюр, а на обличчя накладали макіяж. На повіки наносили зелену фарбу з малахіту. Дуже темну шкіру освітлювали за допомогою фарби на основі жовтої охри; її ж наносили на губи і рум'янили щоки. Жінки (а нерідко і чоловіки) обводили очі темною лінією (це мало додати погляду особливої виразності). Нігті, долоні і ступні фарбували хною в помаранчевий колір, як це й нині заведено на Сході. Одяг виготовляли з простих вибілених відрізів льону.
Чоловіки і жінки з вищих верств носили перуки і прикраси і користувалися косметикою. Спочатку жінки, як правило, носили короткі перуки, проте впродовж століть їх довжина поступово збільшувалася, чоловіки носили короткі перуки, діти та жерці голили голови. Жінки носили сукні з білого льону, а чоловіки на стегнах пов'язки, робітники зазвичай ходили без одягу, часом носили простий шматок тканини, обгорнутий навколо талії. Діти ходили без одягу до приблизно 12 років, в цьому віці хлопчикам робили обрізання і брили їх наголо. Чаті, священники і фараон носили особливий одяг, що складалися з сукні, шкур пантер і пов'язок на стегнах, які були зшиті золотими нитками. Ходили або босоніж, або носили сандалі. Їх робили з папірусної тростини і перев'язували мотузкою (прості), або зі шкіри та зшивали з папірусом (складніші).
Мати доглядала за дітьми, а батько забезпечував сімейний дохід. Основний раціон складався з хліба і пива і доповнювався овочами, такими як цибуля і часник, і фруктами, наприклад фініками і інжиром. Вино і м'ясо подавали на свята.

## Розваги в Стародавньому Єгипті

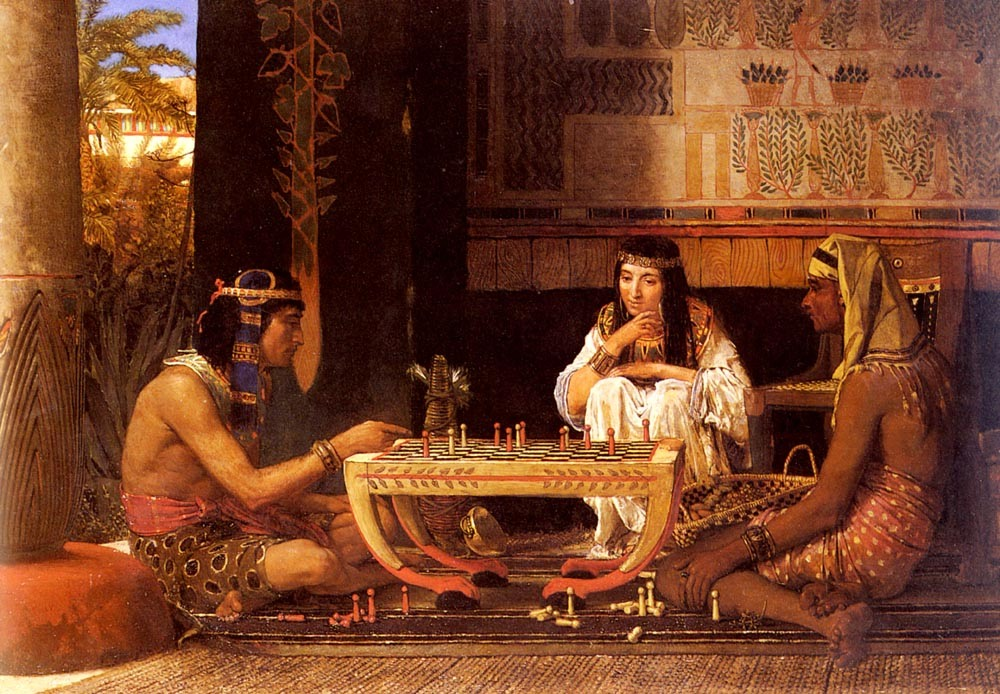
Гра в сенет

Розважалися єгиптяни за допомогою ігор, таких, наприклад, як сенет. Слово «сенет» («zn.t», пізніше «sn.t» або «sni.t»), за однією з версій, означає «проходження». Гру згадано в давньоєгипетській Книзі мертвих і в інших релігійних текстах Нового царства, а також в міфах. Вважається, що винайшов гру давньоєгипетський бог знань Тот (Тевт) для того, щоб виграти у божества Місяця Хонсу кілька зайвих днів для богині Нут, на яку бог сонця Ра наклав прокляття (вона не могла народити дітей у жоден із 360 днів року). На кон поставили 1/72 частину «світла» кожного з 360 днів місячного року, Тот виграв 5 діб, після чого в сонячному році стало 365 днів, а в місячному — тільки 355, а люди отримали нову гру і п'ять зайвих днів у календарі.
Вченим відомо, що жителі Стародавнього Єгипту любили грати в настільні ігри, але їх правила не збереглися. Ігрове спорядження виготовлялося з різних порід дерева, а також інших матеріалів. Серед дітей були популярні різні іграшки, жонглювання та ігри з м'ячем, також знайдено свідчення популярності боротьби. Багаті люди практикували полювання (зокрема з використанням спеціально навчених собак) і катання на човнах.
Музика відігравала важливу роль у житті стародавніх єгиптян. Про значення музики в Стародавньому Єгипті свідчать настінні рельєфи стародавніх єгипетських храмів і гробниць із зображенням музикантів. Найдавнішими музичними інструментами єгиптян були арфа і флейта. У період Нового царства єгиптяни грали на дзвонах, бубнах, барабанах і лірах, імпортованих з Азії. Багаті люди влаштовували прийоми з запрошенням професійних музикантів.

## Спадщина

Фронтиспіс «Опису Єгипту»

Стародавній Єгипет залишив для світової цивілізації величезну культурну спадщину, твори його мистецтва ще в давнину потрапляли до різних куточків світу, і їх широко копіювали майстри інших країн. Єгипетська культура справила значний вплив на стародавніх римлян. Культ богині Ісіди набув широкого поширення в Римі. Античне мистецтво, а через нього і європейське, перейняло єгипетський скульптурний портрет, пейзажний живопис, обеліски та інші елементи архітектури, левів і сфінксів. Давньоєгипетська культура і цивілізація заклали основу для подальшого культурного розвитку багатьох народів. Своєрідні архітектурні форми — величні піраміди, храми, палаци та обеліски, протягом багатьох сторіч надихали уяву мандрівників і дослідників. Єгипетські майстри створювали прекрасні настінні розписи та статуї, освоїли способи виробництва скла та фаянсу, поети і письменники створювали нові форми в літературі. До числа наукових досягнень стародавніх єгиптян належить створення оригінальної системи письма, математики, практичної медицини, астрономічних спостережень і календаря, що виник на їх основі. Інтерес до пам'ятників, артефактів і археологічних розкопів у Стародавньому Єгипті, що виник на межі XVIII–XIX століть, привів до створення науки (див. Єгиптологія) і виникненню деяких тенденцій в моді (див. єгиптоманія, новоєгипетський стиль).